# Bóveda del Río Almar
Pour les articles homonymes, voir Bóveda.
Bóveda del Río Almar est une commune de la province de Salamanque dans la communauté autonome de Castille-et-León en Espagne.